# Klöch
Klöch é um município da Áustria, situado no distrito de Südoststeiermark, no estado da Estíria. Tem 16,41 km² de área e sua população em 2019 foi estimada em 1.185 habitantes.